# Horisme insularis
Horisme insularis là một loài bướm đêm trong họ Geometridae.